# مشاري بن معمر
مشاري بنَ معمر أمير العُيينة في نجد.
في عام 1173هـ / 1759م عزل الشيخُ محمد بن عبد الوهاب والأميرُ ابن سعود مشاري بنَ معمر عن إمارة العُيينة؛ لأمور كثيرة ثبتت عليه، وأمَّر عليها سلطان بن محيسن المعمري، وأمَرَ الشيخ بهدم قصر آلِ معمر.